# Ланцюг постачання
Товарний потік — це термін, що описує рух товарів від виробника до кінцевого споживача. Вони є одним з найважливіших аспектів логістики та відіграють важливу роль у забезпеченні ефективної та економічної транспортно-логістичної системи.
Товарні потоки є важливою складовою логістичних систем і представляють собою рух товарів від виробника до кінцевого споживача. Вони можуть бути внутрішніми або зовнішніми, одноразовими або повторюваними, а також можуть включати різні види транспорту.

## Історія
Термін «товарні потоки» використовується для опису руху товарів від виробника до кінцевого споживача. Цей термін має свої корені в економічній теорії та з'явився на початку XX століття в контексті розвитку торгівлі та транспорту.
У 1920-х роках термін «товарні потоки» почали використовувати для опису процесу переміщення товарів від виробника до споживача, включаючи транспортування, зберігання та дистрибуцію. У цей період товарні потоки зазвичай були локальними, інакше кажучи, майже весь процес переміщення товарів відбувався на території однієї країни.
З появою контейнерів у 1950-х роках та зростанням інформаційних технологій в 1980-х роках, товарні потоки стали більш складними та здійснювалися на глобальному рівні. Контейнери дозволили перевозити товари більш ефективно та знизили витрати на логістику та транспортування. Інформаційні технології дозволили компаніям вести ефективний моніторинг товарів та їх переміщення по всьому світу.
Сьогодні термін «товарні потоки» використовується в різних галузях, включаючи економіку, логістику, маркетинг та управління бізнесом. Завдяки розвитку технологій та віртуального світу, сьогодні він набуває ще більшої актуальності і значення, оскільки дозволяє підприємствам оптимізувати свої процеси та знижувати витрати на логістику та транспортування товарів.

## Етимологія
Термін «товарні потоки» складається з двох слів: «товар» і «потік».
Слово «товар» походить від старофранцузького слова «tref», що означало «торговельний товар». Поширення слова «товар» в сучасному значенні пов'язується з розвитком торгівлі в середньовіччі та розвитком міст і міського життя.
Слово «потік» походить від лат. fluxus, що означає «рух, течія». Слово «потік» зазвичай використовується для позначення руху рідин або газів, але також може використовуватися для опису руху інших речей, включаючи товари.
Таким чином, термін «товарні потоки» відображає рух товарів від виробника до споживача, подібно до течії річки або потоку води.
Термін «товарні потоки» виник у контексті логістики та зовнішньої торгівлі. Він походить з англ. goods flow.
У 20-х роках XX століття в США народилася наука логістики, яка досліджувала, як краще організувати потік товарів від виробника до споживача. У процесі цього дослідження з'явилася необхідність визначення поняття «товарних потоків».
Пізніше, у 60-х роках, коли зовнішня торгівля стала однією з основних галузей економіки, термін «товарні потоки» став широко використовуватися в міжнародній логістиці і зовнішньоекономічній діяльності.
Сьогодні термін «товарні потоки» використовується для позначення руху товарів від виробника до споживача, який відбувається в рамках економічної діяльності. Він включає в себе всі етапи цього процесу: виробництво, зберігання, транспортування, митні процедури, дистрибуцію і продаж товарів.

## Автори
Термін «товарні потоки» є загальним і використовується в різних галузях, включаючи логістику, економіку та маркетинг. Вчені розглядали товарні потоки як важливий аспект ефективного функціонування промислових підприємств та підприємств з різних галузей. Вони досліджували різні аспекти, пов'язані з організацією та оптимізацією товарних потоків, зокрема, маршрутизацію, зберігання, перевезення та розподіл товарів. Тому авторами цього терміна можна вважати багатьох людей, які досліджували цю тему з різних підходів та в контексті різних сфер діяльності.
Серед авторів, які внесли значний внесок у дослідження товарних потоків, можна відзначити таких експертів:
- Джон Гаттер, професор логістики та управління ланцюгом постачання в Університеті Дербі в Англії. Він провів значну кількість досліджень щодо управління товарними потоками та зробив значний внесок у розвиток концепції «логістики 4.0».
- Джеймс Роббінс, професор маркетингу та логістики в Аризонському державному університеті. Він є автором книги «Логістика та управління ланцюгом постачання», яка є найбільш популярною книгою в цій галузі.
- Джон Гіббс (John Gibbs) — експерт з логістики, який активно досліджував питання транспортних потоків, включаючи товарні потоки.
- Джеймс Г. Райс (James G. Rice) — професор логістики та ланцюга постачання, автор багатьох публікацій з питань логістики, включаючи теми товарних потоків та управління логістичними системами.
- Ханс-Дітер Бідерманн (Hans-Dietrich Biedermann) — німецький експерт з логістики, який зосередився на дослідженні товарних потоків, зокрема на їх взаємозв'язку з логістичними мережами.
- Мартін Крістенсен (Martin Christopher) — британський експерт з логістики, який відомий своїми публікаціями з теорії ланцюгів постачання, включаючи теми товарних потоків.
- Деніел Флаут (Daniel Flott) — експерт з логістики, який проводив дослідження в області транспорту та логістики, зокрема з питань товарних потоків та їх взаємодії з іншими елементами логістичної системи.

## Сутність
Основна сутність товарних потоків полягає в управлінні рухом товарів з метою максимізації ефективності та зниження витрат на логістику. Товарні потоки мають велике значення для успішної роботи бізнесу, оскільки їх ефективне управління дозволяє забезпечити своєчасну доставку товарів до клієнтів, мінімізувати витрати на транспортування та зберігання товарів, а також підвищити рівень задоволення клієнтів.
Ефективна організація товарних потоків має велике значення для підприємств, що займаються виробництвом та продажем товарів. Вона дозволяє забезпечити належне рівняння обсягів виробництва та попиту на товари, зменшити витрати на зберігання та перевезення товарів та збільшити прибуток від реалізації.
Товарні потоки включають в себе різні види транспортування, включаючи дорожній, залізничний, морський та повітряний транспорт, а також різні види складського зберігання товарів та їх переміщення від одного місця до іншого. Для ефективного управління товарними потоками необхідні знання з логістики та управління ланцюгом постачання, а також застосування сучасних технологій та інструментів управління.

## Сучасність
Сучасне використання терміна «товарні потоки» включає у себе комплексний підхід до управління логістичними процесами в ланцюгу постачання. Завдання управління товарними потоками полягає в ефективному плануванні, координації та контролі руху товарів від виробника до кінцевого споживача з мінімізацією витрат та оптимізацією процесів.
Сучасне розуміння терміна включає в себе використання новітніх технологій та інструментів для оптимізації процесів управління товарними потоками, таких як системи автоматизації складування та транспортування, інформаційні системи управління логістичним ланцюгом та системи моніторингу та трекінгу товарів.
Для ефективного управління товарними потоками необхідно також брати до уваги фактори, що впливають на процеси логістики, такі як глобалізація економіки, зміни в споживацьких тенденціях, технологічні та інноваційні виклики, а також вимоги до сталого розвитку та збереження довкілля.
Одним з головних факторів розвитку товарних потоків є глобалізація економіки, що призвела до зростання міжнародної торгівлі та міжнародного співробітництва. З метою ефективного функціонування умовної «глобальної економіки» підприємства використовують різні підходи до організації та управління товарними потоками.
Одним з найпоширеніших підходів є логістика, яка включає у себе управління потоками товарів, послуг та інформації від постачальника до споживача. Логістичні компанії забезпечують реалізацію товарів від виробника до споживача з максимальною ефективністю та мінімальними витратами.
Додатково, з використанням новітніх технологій, таких як Інтернет речей (IoT), обробка даних, розпізнавання образів та інші, підприємства можуть відслідковувати товарні потоки у режимі реального часу та здійснювати оперативне управління ними.
Таким чином, сучасне розуміння терміна «товарні потоки» охоплює не лише фізичний рух товарів від постачальника до споживача, але й комплексні процеси планування, управління та контролю за логістичними процесами з використанням новітніх технологій та інструментів.